# 鲁迪·芬克
鲁迪·芬克（德語：Rudi Fink，1958年6月6日—），生于科特布斯，德国前男子拳击运动员。他曾代表东德参加1980年夏季奥林匹克运动会拳击比赛，获得男子57公斤级金牌。